# HD 1
HD 1は、太陽系から見てケフェウス座の方向約1,220光年の距離にある恒星。225,300個の恒星のスペクトル分類を記載した星表「ヘンリー・ドレイパーカタログ」で、その先頭に掲げられた恒星である。見かけの等級は7.42等と暗いため肉眼で見ることはできない。

## 特徴
スペクトル分類の「G9-K0IIIa」は、G9型より低温でK0型より高温のスペクトルを持ち、典型的な巨星よりもやや明るい巨星であることを示している。誕生から約3億5000万年が経過しており、既に中心核での水素核融合を終え、主系列を外れて赤色巨星分枝のフェーズまで進化している。分光観測の結果から、公転周期約6.2年、軌道離心率0.50±0.01の軌道を持つ連星系であると考えられている。